# Torneo de Marrakech 2018
El Grand Prix Hassan II 2018 fue un torneo de tenis que pertenece a la ATP en la categoría de ATP World Tour 250. Fue la 32.ª edición del torneo y se disputó del 9 al 15 de abril de 2018 en el Royal Tennis Club de Marrakech.

## Distribución de puntos
| Modalidad            | Campeón | Finalista | Semifinales | Cuartos de final | 2ª ronda | 1ª ronda | Clasificados | 2ª ronda de clasificación | 1ª ronda de clasificación |
| Individual masculino | 250     | 165       | 100         | 50               | 25       | 0        | 13           | 7                         | 0                         |
| Dobles masculino     | 250     | 150       | 90          | 45               | 20       | 0        | -            | -                         | -                         |

## Cabezas de serie

### Individuales masculino
| Tenista               | Ranking | Preclasificado |
| Albert Ramos          | 23      | 1              |
| Kyle Edmund           | 26      | 2              |
| Philipp Kohlschreiber | 34      | 3              |
| Richard Gasquet       | 38      | 4              |
| Robin Haase           | 44      | 5              |
| Benoît Paire          | 47      | 6              |
| Alexandr Dolgopolov   | 53      | 7              |
| Mischa Zverev         | 55      | 8              |

- Ranking del 2 de abril de 2018.[2]

### Dobles masculino
| Tenista                       | Ranking | Preclasificado |
| Nikola Mektić Alexander Peya  | 69      | 1              |
| Marc López Nenad Zimonjić     | 86      | 2              |
| Marcus Daniell Dominic Inglot | 87      | 3              |
| Robin Haase Matwé Middelkoop  | 90      | 4              |

## Campeones

### Individual masculino
Pablo Andújar venció a  Kyle Edmund por 6-2, 6-2

### Dobles masculino
Nikola Mektić /  Alexander Peya vencieron a  Benoît Paire /  Édouard Roger-Vasselin por 7-5, 3-6, [10-7]